# Fargo (Dakota del Nord)
Fargo és una ciutat i seu del Comtat de Cass (Dakota del Nord) dels Estats Units d'Amèrica.

## Demografia
Segons el cens del 2009 tenia 95.556 habitants. Segons el cens del 2000, Fargo tenia 90.599 habitants, 39.268 habitatges, i 20.733 famílies. La densitat de població era de 922 hab./km².
Dels 39.268 habitatges en un 26,5% hi vivien nens de menys de 18 anys, en un 41,8% hi vivien parelles casades, en un 7,8% dones solteres, i en un 47,2% no eren unitats familiars. En el 34,6% dels habitatges hi vivien persones soles el 8% de les quals corresponia a persones de 65 anys o més que vivien soles. El nombre mitjà de persones vivint en cada habitatge era de 2,2 i el nombre mitjà de persones que vivien en cada família era de 2,91.
Per edats la població es repartia de la següent manera: un 21,1% tenia menys de 18 anys, un 19,2% entre 18 i 24, un 31,1% entre 25 i 44, un 18,5% de 45 a 60 i un 10,1% 65 anys o més.
L'edat mitjana era de 30 anys. Per cada 100 dones de 18 o més anys hi havia 99,3 homes.
La renda mitjana per habitatge era de 35.510$ i la renda mitjana per família de 50.486$. Els homes tenien una renda mitjana de 31.968$ mentre que les dones 22.264$. La renda per capita de la població era de 21.101$. Entorn del 6,6% de les famílies i l'11,8% de la població estaven per sota del llindar de pobresa.

## Poblacions properes
El següent diagrama mostra les poblacions més properes.

## Galeria d'imatges

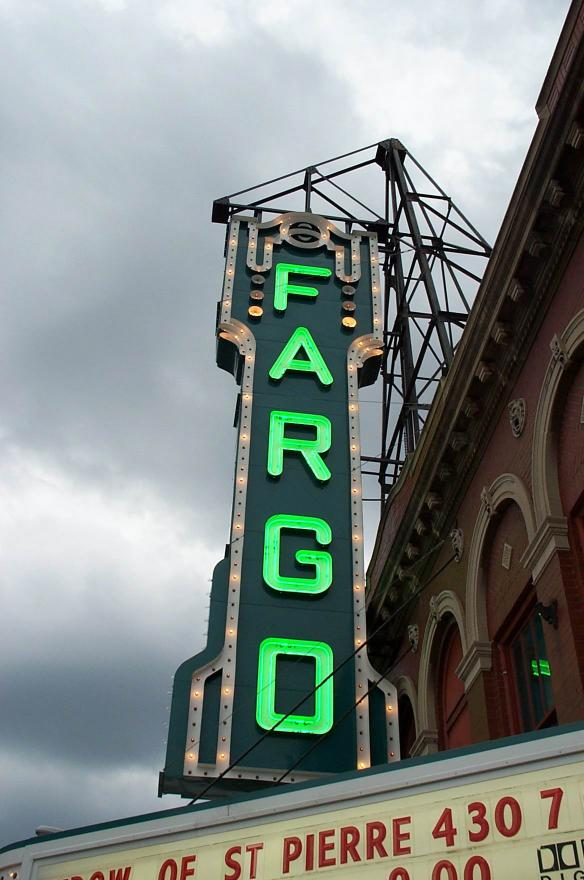
Fargo Theater
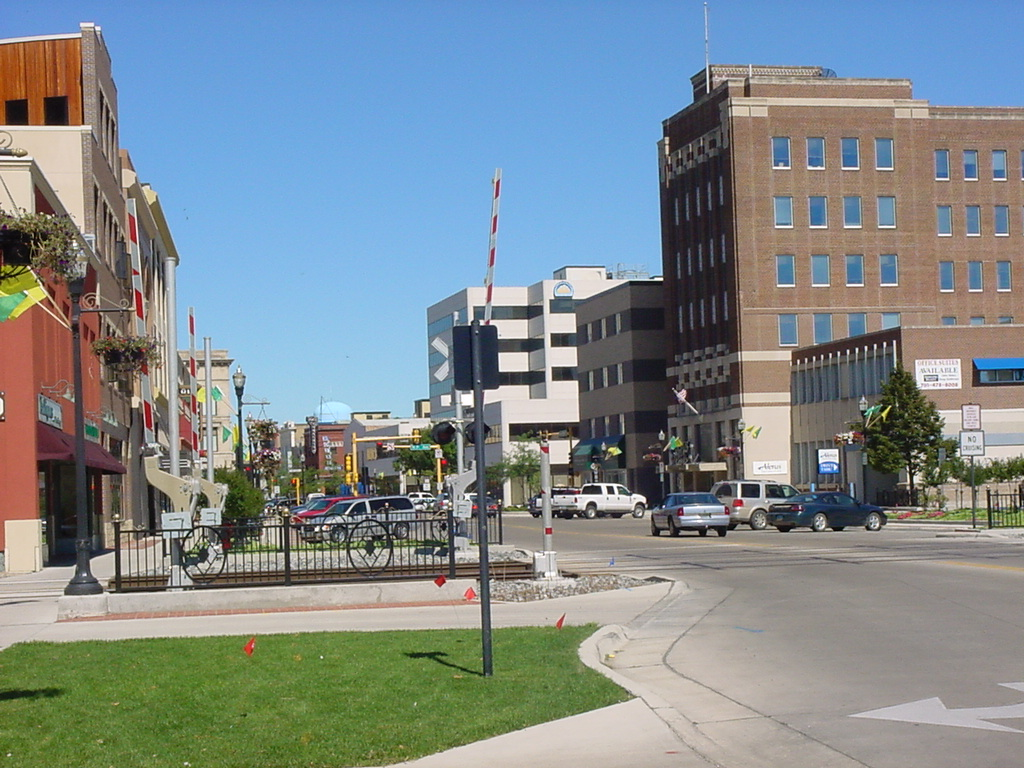
Centre de Fargo
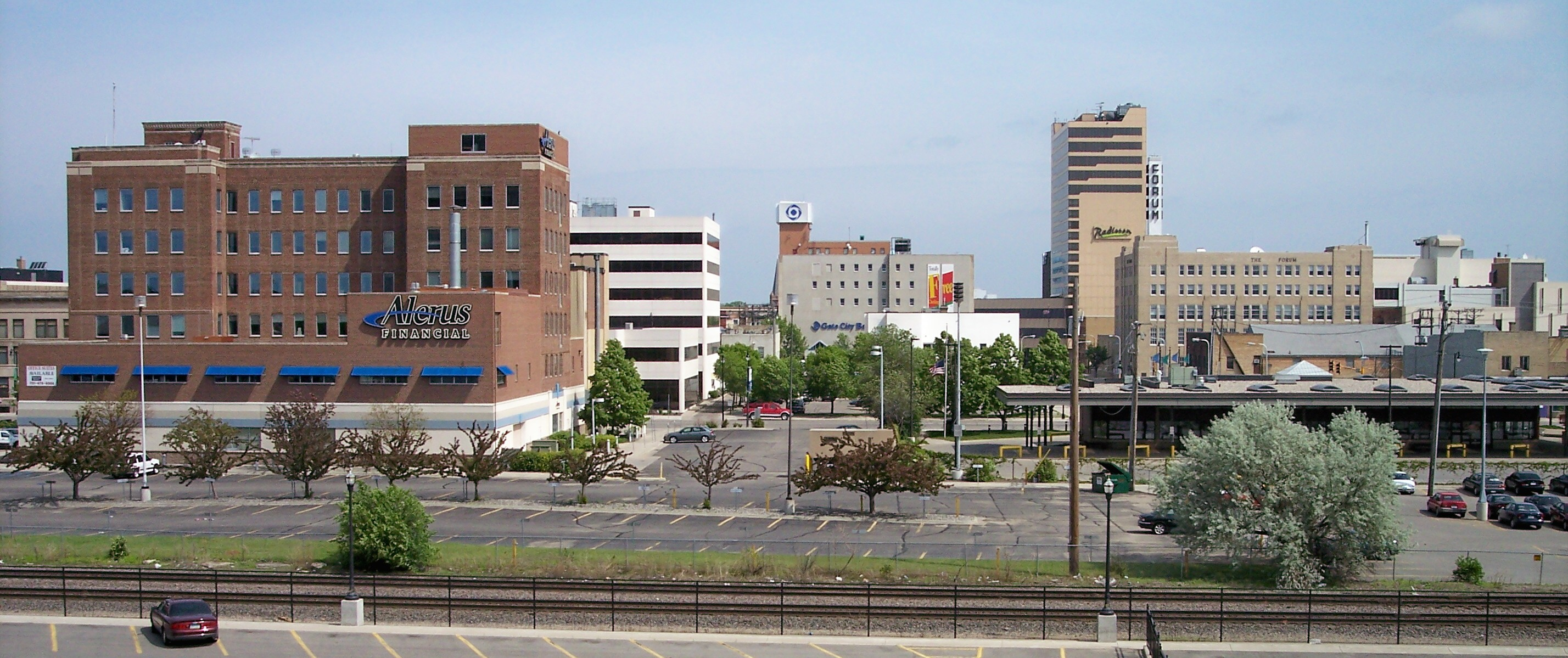
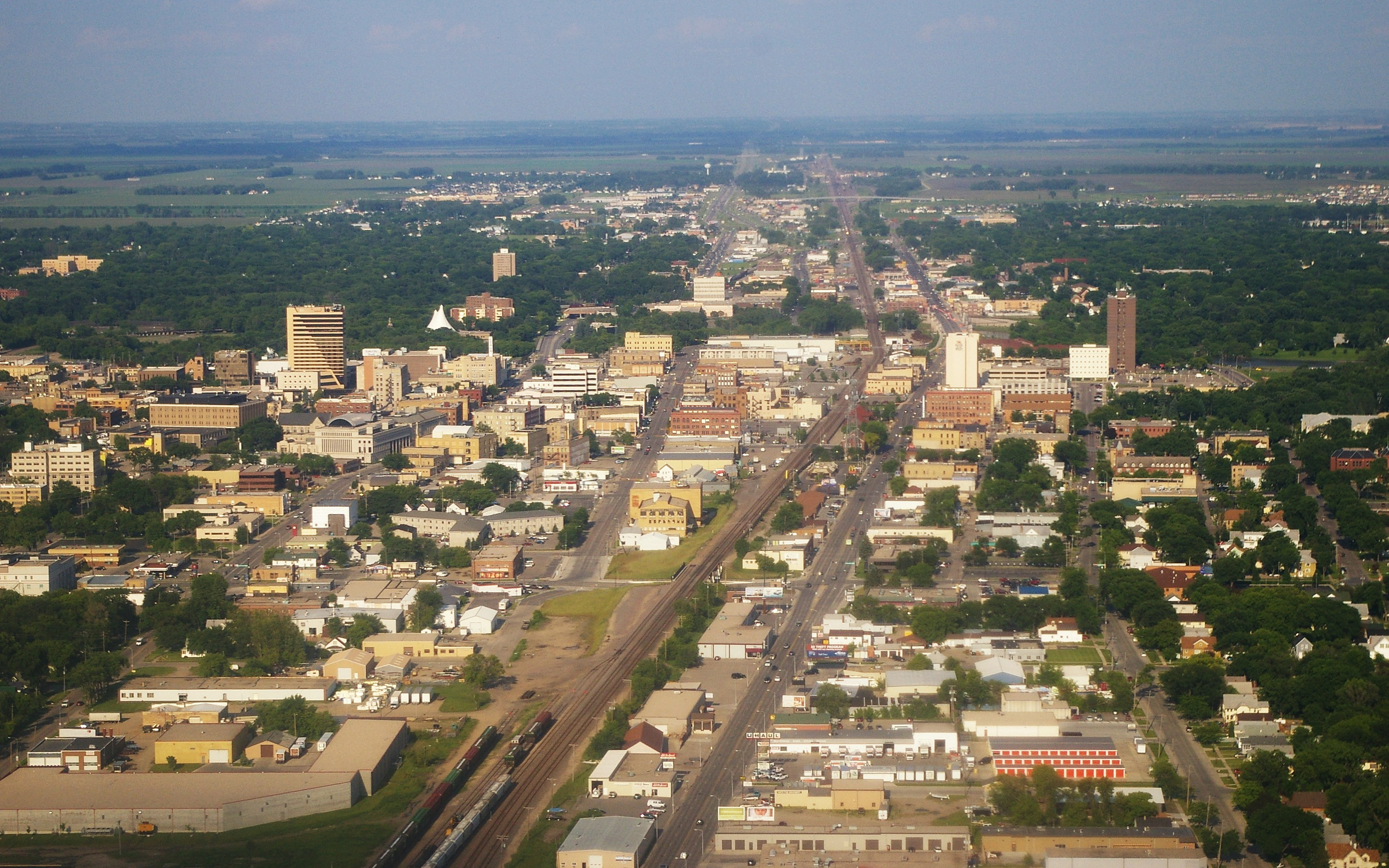
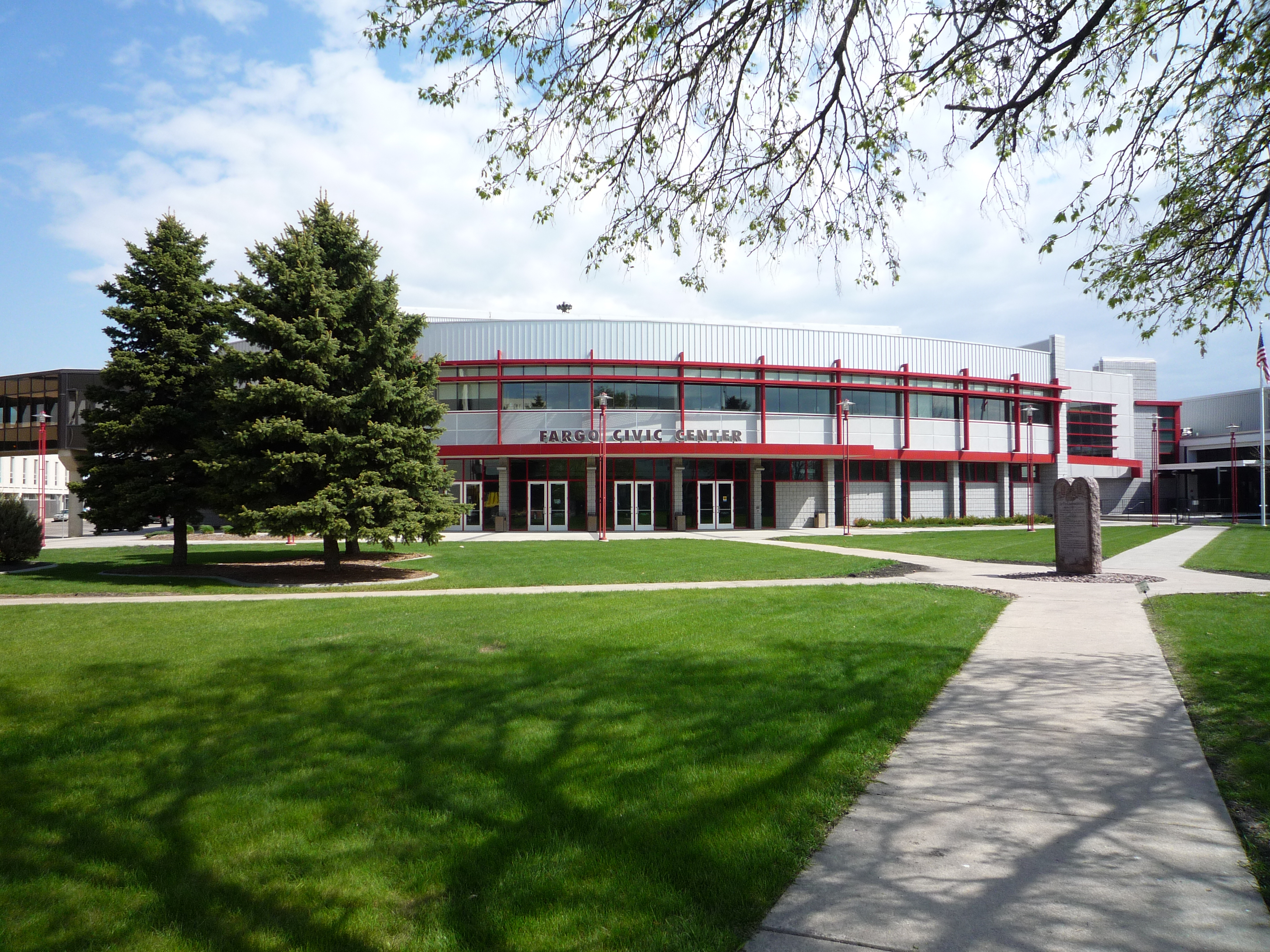